# الحرب الأهلية العراقية (2006-2008)
الحرب الأهلية العراقية الأولى او الطائفية (2006-2008) هي حرب أهلية طائفية دارت رحاها من 22 فبراير 2006 إلى 17 نوفمبر 2008 في العراق وهي جزء من حرب العراق.

## المشاركون
تكوّن التمرد العراقي من مجموعات متعددة نشأت تدريجيًا كرد فعل على الأحداث المحلية، لا سيما إدراك عدم قدرة الجيش الأمريكي على فرض السيطرة الكاملة على العراق.، ابتداءً من عام 2005، توحدت القوى المتمردة حول عدة فصائل رئيسية مثل قاعدة الجهاد في بلاد الرافدين وأنصار السنة. وتصاعد العنف الطائفي. قدّرت القوات الأمريكية أن ما بين 5% إلى 10% من عناصر التمرد كانوا من العرب غير العراقيين.، تحول تنظيم القاعدة في العراق إلى تنظيم جاذب للمقاتلين من مختلف الأقطار مثل اليمن، السعودية، المغرب، فلسطين، سوريا ولبنان. كما شكّلت الميليشيات الشيعية المستقلة نفسها حول أيديولوجيات طائفية، وتفاوتت في درجة النفوذ والقدرة. تأسست بعض الميليشيات في المنفى وعادت بعد سقوط نظام صدام حسين، مثل منظمة بدر. وأخرى نشأت بعد انهيار الدولة، وكان من أبرزها جيش المهدي بقيادة مقتدى الصدر، ويُقدّر عدد مقاتليه بـ50,000 عنصر.

## خلفية تاريخية
في 29 يناير 2002، صنف الرئيس الأميركي السابق جورج دبليو بوش العراق في «محور الشر» جنبا إلى جنب مع إيران وكوريا الشمالية، بعد ذلك عدل مجلس الأمن نظام العقوبات المفروضة على العراق بحيث يُسمَح بدخول أكبر للسلع المدنية، مع تشديد الرقابة على المواد العسكرية، لكن جورج بوش حث الأمم المتحدة على تطبيق قراراتها ضد العراق، وإلا فسيكون للولايات المتحدة حق التحرك منفردة ضد هذا البلد، فاستجاب إلى ذلك الكونغرس الأميركي الذي أجاز الحرب على العراق.
في 8 نوفمبر، أقر مجلس الأمن بالإجماع نظاما جديدا للتفتيش عن أسلحة الدمار الشامل، يواجه العراق بموجبه «عواقب وخيمة» إن لم يتعاون وبعد عشرة أيام عاد المفتشون الأمميون لأول مرة إلى العراق بعد غياب استمر أربع سنوات وهذا ما أدى إلى تقديم العراق إعلانا من 12 ألف صفحة يؤكد فيه خلوه من الأسلحة المحظورة وهو ما أغضب الرئيس جورج بوش فأقر نشر قوات أميركية في منطقة الخليج العربي وقد قال في 28 يناير أن بلاده مستعدة لمهاجمة العراق حتى دون تفويض أممي، صدر لاحقا تقرير لكبير المفتشين هانس بليكس يتحدث عن تقدم طفيف في تعاون العراق مع الخبراء الأمميين.
انتقد وزير خارجية فرنسا دومينيك دو فيلبان بشدة في خطاب شهير في مجلس الأمن الرغبة الأميركية البريطانية في شن الحرب، وفند المزاعم بشأن أسلحة الدمار وهو ما أعطى دفعة أمل قوية للعراق وأمره هانس بليكس بتدمير صواريخ «صمود 2» لكن هذا لم يمنع مشروع قرار أميركي بريطاني إسباني في 24 فبراير 2003 يقول إن الوقت حان لاستخدام القوة ضد العراق بحجة عدم تعاونه في قضية أسلحة الدمار، بينما دعت فرنسا وألمانيا وروسيا لمواصلة عمليات التفتيش وتمديدها وتشديدها لوجود «فرصة حقيقية لتحقيق حل سلمي».
بدأ العراق بتدمير صواريخ «صمود 2» لكن في 17 مارس 2003، أمهل جورج بوش الرئيس الراحل صدام حسين 48 ساعة لمغادرة العراق تحت طائلة شن هجوم على بلاده لكنه لم يغادر البلاد فبدأت حرب الخليج الثالثة أو حرب العراق في 20 مارس 2003 من قبل القوات متعددة الجنسيات ودامت عملية غزو العراق حتى 1 مايو 2003. لكن سرعان ما بدأ التمرد في العراق والصراع بين السنة والشيعة والحرب غير المتكافئة والقتال بين قوات التحالف والجماعات المسلحة العراقية.

## الحرب
اندلعت الحرب في عندما وقع انفجار قنبلة ألحق أضرارا بالغة بمقام الإمام العسكري في سامراء، ويتسبب في هجمات طائفية قتل فيها المئات خلال بضعة أيام والهجمات تتسع لتشمل معظم أنحاء العراق ولا سيما بغداد  واستمرارها طوال العامين 2006 و2007 وإحصاءات عن مقتل عشرات الألوف من المدنيين، وتخريب وتفجير بعض المساجد السنية بسبب هذا التفجير ثم في 15 مارس، أدلى الرئيس الراحل صدام حسين بشهادته لأول مرة خلال محاكمته في ما عرف بقضية الدجيل وعثر على عشرات الجثث في بغداد، أغلبهم عذبوا وأعدموا بعدها تمت الموافقة على تعيين نوري المالكي رئيس حزب الدعوة رئيسا للحكومة بعد أربعة أشهر من الخلافات بين الفرقاء السياسيين. في 10 مايو، تحدث الرئيس جلال طالباني عن ألف قتيل سقطوا في بغداد وحدها خلال شهر أبريل / نيسان ثم في 7 يونيو، تم الإعلان عن مقتل أبو مصعب الزرقاوي مساعد الجهادي أسامة بن لادن في غارة أميركية والولايات المتحدة تعلن نقل مزيد من القوات الأميركية من بغداد لمواجهة حالة الفوضى والاقتتال الطائفي في الحرب الأهلية وقائد القوات الأميركية في آسيا جون أبي زيد لا يستبعد تحول الاقتتال الطائفي إلى حرب أهلية في العراق رغم أنه قال أنها اندلعت قبل ذلك. في 15 أغسطس، تحدثت وزارة الصحة العراقية عن مذبحة بغداد ووجود نحو 3500 مدني قتلوا في يوليو /تموز وتقرير استخباراتي أميركي سري سرب إلى الصحافة، يقول إن حرب العراق زادت خطورة «الإرهاب» ثم أقر البرلمان العراقي قانونا عارضه السنة يسمح للمحافظات بأن تتحد لتشكل مناطق تتمتع بحكم ذاتي وفي 6 نوفمبر تم الحكم على صدام حسين بالموت شنقا بعد إدانته في قضية الدجيل وعدد القتلى المدنيين لشهر أكتوبر يبلغ معدلا قياسيا بنحو 3700 قتيل، وهو أعلى مستوى منذ بدء الاحتلال ثم في 23 نوفمبر، كان مقتل أكثر من مائتي شخص في تفجيرات بسيارات مفخخة هزت مدينة الصدر في بغداد، تبعتها هجمات استهدفت مساجد سنية في نفس المدينة وبعقوبة وسقط فيها العشرات. في 6 ديسمبر، أصدر تقرير للجنة من الحزبين الديمقراطي والجمهوري الأمريكيين ينصح بالانفتاح على إيران وسوريا لاحتواء الوضع في العراق حيث «المهمة تبدو بلا نهاية منظورة» وفي 30 ديسمبر أول أيام عيد الأضحى، تم تنفيذ حكم الإعدام شنقا للرئيس صدام حسين. وفي يناير 2007، جورج بوش يعلن نشر عشرين ألف جندي إضافي في بغداد لاحتواء الاقتتال الطائفي والحرب الأهلية والحكومة العراقية تقر مشروع قانون يدعوها لتوزيع عائدات النفط على كل محافظة بحسب سكانها، ويسمح للمحافظات بالتفاوض مع الشركات الأجنبية على العقود البترولية ثم في 12 أبريل، وقع مقتل ثمانية أشخاص بينهم نائبان في البرلمان العراقي بتفجير انتحاري استهدفه في المنطقة الخضراء ببغداد ثم وفاة أكثر من مائتي شخص بهجمات فيها كذلك بينهم نحو 140 في مدينة الصدر وفي 24 يونيو، تم الحكم على ثلاثة من كبار مساعدي صدام حسين -بينهم ابن عمه علي حسن المجيد- بالإعدام في ما عرف بقضية الأنفال بعدها في فاتح أغسطس، قدمت قائمة التوافق السنية استقالة وزراءها من حكومة نوري المالكي ومقتل ما لا يقل عن 500 من الأقلية اليزيدية في تفجيرين بشاحنتين مفخختين في بلدتي القحطانية والجزيرة شمالي العراق بإقليم كردستان العراق ثم في 16 سبتمبر، مقتل 17 مدنيا عراقيا بينهم عائلة من أب وزوجة وابنهما بنيران شركة بلاك ووتر الأمنية الأميركية في بغداد، وتحقيق أميركي لاحق يخلص إلى أن إطلاق النار لم يكن مبررا وفي 17 أكتوبر، أجاز البرلمان التركي نشر قوات في شمالي العراق لمواجهة المتمردين الأكراد مما زاد الوضع سوء. في يناير، البرلمان العراقي يجيز قانونا يسمح لكثير من البعثيين باسترجاع وظائفهم الحكومية وفي فاتح فبراير، وقع مقتل نحو سبعين شخصا بتفجير انتحاري في سوق شرقي بغداد ثم تفجير انتحاري يقتل أكثر من خمسين شخصا من الزوار الشيعة كانوا في طريقهم إلى مقام الإمام الحسين في كربلاء. وبعد ثلاثة أيام من الذكرى الخامسة لغزو العراق، وقع انفجار قنبلة في بغداد يرفع عدد قتلى الجيش الأميركي منذ بدء الاحتلال إلى 4000 جندي. وبدأ حملة عسكرية عراقية بدعم أميركي بريطاني على مواقع جيش المهدي في البصرة، والقتال ينتقل إلى مدينة الصدر في بغداد حتى آخر مارس حيث أمر مقتدى الصدر بإنهاء المعارك مقابل حصول أنصاره على العفو، والإفراج عن المعتقلين منهم ممن لم يدانوا بارتكاب جرائم. في 24 أبريل، كتلة «التوافق السنية» تقرر العودة إلى الحكومة، ورئيسها عدنان الدليمي يعدّد بين أسباب القرار من قانونَ العفو والحملة ضد «الميليشيات الشيعية» ثم قوات عراقية تدخل مدينة الصدر وتخوض معارك ضد أنصار جيش المهدي الذين كان يفترض فيهم إخلاء المدنية بموجب اتفاق سابق مع الحكومة العراقية وعزل إبراهيم الجعفري من قيادة حزب الدعوة. ومقتل أكثر من ستين شخصا بانفجار حافلة ملغومة في سوق مزدحم في بغداد، والجيش الأميركي يتهم قائدا عسكريا شيعيا بالهجوم في يونيو والبرلمان يقر تعيين ستة وزراء سنة، جميعهم من كتلة التوافق التي كانت قاطعت حكومة المالكي لعامٍ كامل والحكومة العراقية تتولى الإشراف على قوة من الصحوات يفوق عددها خمسين ألف مسلح وفي 7 أكتوبر، العراق والولايات المتحدة، يتوصلان إلى مشروع اتفاق أمني يحدد نهاية 2011 كآخر أجل لانسحاب الجيش الأميركي، لكن أعضاء في الحكومة العراقية يشترطون إدخال تعديلات لقبوله وتقر اتفاقا أجازه البرلمان ومجلس الرئاسة لاحقا، ينظم تواجد الجيش الأميركي حتى تاريخ انسحابه بنهاية 2011 ، ويحدد صيف 2009 كآخر أجل لخروجه من المدن لتنتهي الحرب الأهلية العراقية الأولى في هذا اليوم.